# César de Vendôme
César de Borbón-Vendôme (Coucy, 3 de junio de 1594-París, 22 de octubre de 1665), era el primogénito de la relación del rey Enrique IV de Francia con su amante Gabriela de Estrées, y fundador de la Casa de Borbón-Vendôme. Fue duque de Vendôme, duque de Beaufort y duque de Étampes, pero era simplemente conocido como César de Vendôme. Su hija, Isabel de Borbón, fue tatarabuela de Luis XV de Francia, fusionando posteriormente la línea real francesa. César de Borbón, es también un antepasado de Felipe VI de España, de Alberto II de Bélgica, de Enrique de Luxemburgo, y de Víctor Manuel de Saboya, uno de los pretendientes al trono de Italia.

## Biografía
Nacido en el castillo de Coucy en la región de Picardía en Francia, sus padres habían comenzado su romance en 1591 y César había sido el primer hijo de la pareja. Fue legitimado en 1595, y creado primer duque de Vendôme por su padre en 1598. El ducado de Vendôme había sido propiedad de la dinastía Borbón desde 1393, siendo en ese momento un condado, que luego sería elevado a ducado por Luis XII de Francia en 1514. Ese mismo año, que fue creado duque de Vendôme por derecho propio, se comprometió con Francisca de Lorena, una de las herederas más ricas de Francia. 
En 1599, heredó los títulos de duque de Beaufort y duque de Étampes a la muerte de su madre, que falleció a causa de un aborto espontáneo en París. Su padre estuvo afligido, especialmente teniendo en cuenta el rumor ampliamente extendido de que Gabriela había sido envenenada. Vestía de negro en señal de luto, algo que ningún monarca francés había hecho antes. Él le dio el funeral de una reina, su féretro fue transportado en medio de una procesión de príncipes, princesas y nobles a la Basílica de Saint-Denis para una misa de réquiem, conocida en la historia francesa con la canción La Belle Gabrielle. Gabriela fue enterrada en la Abadía de Maubuisson.
Fue el primer hijo de su padre, pero debido a su ilegitimidad, no podía heredar el trono; su medio hermano, el futuro Luis XIII de Francia nació en septiembre de 1601, para alegría del rey.

### Matrimonio, relaciones
El 16 de julio de 1608, en el Palacio de Fontainebleau, se casó con Francisca de Lorena, la rica heredera de Felipe Manuel, duque de Mercœur. Francisca era la heredera legítima de los distantes y extensos ducados de Mercœur y Penthièvre. Debido a que César de Vendôme era hijo del rey, su matrimonio se celebró con un gran festival que incluía una Pavana y su propio Ballet cortesano, la primera de ellas por Luis XIII para bailar. El duque de Vendôme cumplía con sus deberes conyugales, pero él era famoso por sus numerosas aventuras homosexuales.
César estuvo involucrado en muchas intrigas nobles durante el reinado de su medio hermano Luis XIII de Francia. Implicado en la Conspiración de Chalais contra el Cardenal Richelieu, él y su hermano Alejandro, Caballero de Vendôme, fueron encarcelados en el Castillo de Vincennes en 1626. Él fue liberado en 1630 y exiliado a Holanda. En 1632, regresó a Francia, pero pronto fue acusado de planear la muerte de Richelieu y exiliado nuevamente, esta vez a Inglaterra, de donde no regresó hasta 1642. Poco después de su regreso, conspiró contra el Cardenal Mazarino, junto con su segundo hijo Francisco, y esto lo condujo a otro exilio hasta 1650. 
El matrimonio de su hijo Luis con Laura Mancini, conllevó a su reconciliación con Mazarino, y él apoyó a Ana de Austria a lo largo de la Fronda. Se reconcilia con su medio hermano en diciembre de 1642, un año antes de su muerte y al comienzo del reinado de su sobrino Luis XIV. La reconciliación ocurrió después de la muerte de Richelieu.
Después César condujo a las tropas reales contra los rebeldes en Borgoña, de la que fue nombrado gobernador en 1650. Nombrado gran almirante de Francia en 1651, ayudó a capturar el bastión rebelde de Burdeos en julio de 1653. Con la unión de fuerzas francesas en la guerra en curso con España, derrotó a una flota española fuera de Barcelona en 1655. A principios de 1665, poco antes de morir, el duque de Vendôme fue creado gran maestre de la Navegación.

### Descendencia
El 16 de julio de 1608 contrajo matrimonio en Fontainebleau con Francisca, hija de Felipe Manuel de Lorena, lo que le convirtió en duque de Mercœur y de Penthièvre. 
De esta unión nacieron tres hijos:
- Luis II, duque de Vendôme y de Étampes (1612-1699), casado con Laura Mancini, sobrina del famoso Cardenal Mazarino.
- Isabel, mademoiselle de Vendôme (1614-1664), casada con  Carlos Amadeo de Saboya, duque de Nemours.
- Francisco I, duque de Beaufort (1616-1669), nunca se casó ni tampoco tuvo descendencia.

## Muerte
Murió el 22 de octubre de 1665 en París y fue enterrado en la capilla de San Jorge en el castillo de Vendôme.
| Predecesor: Enrique I           | Duque de Vendôme 1598-1665  | Sucesor: Luis II     |
| Predecesor: Gabriela de Estrées | Duque de Étampes 1599-1665  | Sucesor: Luis III    |
| Predecesor: Gabriela de Estrées | Duque de Beaufort 1599-1665 | Sucesor: Francisco I |

- Datos: Q303843
- Multimedia: César, Duke of Vendôme / Q303843